# Selago parvibractea
Selago parvibractea är en flenörtsväxtart som beskrevs av O.M. Hilliard. Selago parvibractea ingår i släktet Selago och familjen flenörtsväxter. Inga underarter finns listade i Catalogue of Life.